# Доктор Ху (специјали 2008−10)
Специјали британског научнофантастичног програма Доктор Ху, емитовани између 2008. и 2010. године, серијал су од пет једночасовних специјала који су повезивали четврти и пети серијал овог програма. Специјали су произведени уместо пуног серијала 2009. године како би се новој продукцијској екипи за програм дало довољно времена да се припреми за пети серијал 2010. године у светлу одлуке Расела Т. Дејвиса да се повуче са места директора серије, а Стивен Мофат да заузме његово место у петом серијалу. Претходио му је божићни специјал из 2008. године „Следећи Доктор”, а први специјал „Планета мртвих” емитован је 11. априла 2009. године, а последњи специјал, дводелна епизода „Крај времена”, емитован је у опсегу од две недеље 25. децембра 2009. и 1. јануара 2010. године.
Продукција специјала почела је у априлу 2008. за „Следећег Доктора”, а снимање завршног специјала „Крај времена” почело је у марту 2009. године. Упоредо са специјалима су снимљене и две додатне епизоде. „Музичка сфера” је снимљена за матуру Доктора Хуа 2008. у јулу 2008. године, а анимирани серијал Земља снова од шест епизода произведен је за BBC-ов сервис Red Button који је емитован током шест узастопних дана у новембру 2009. године. На средини специјала (почевши са „Планетом мртвих”), продукција је прешла на снимање у високој резолуцији.
Специјали су укључивали појављивања једнократних сапутника које су тумачили Дејвид Мориси, Велил Чабалала, Мишел Рајан, Линдси Данкан и Бернард Крибинс, као и глумци из претходних сезона, међу којима су били Кетрин Тејт, Били Пајпер, Фрима Еџимен, Ноел Кларк, Џон Бароумен, Елизабет Слејден и Џон Сим. Дводелна епизода „Крај времена” била је последња епизода серије у којој се Дејвид Тенант појавио као Десети Доктор све до специјала „Дан Доктора” из 2013. и последња епизода серије у којој је Дејвис био директор серије и главни сценариста све до краја специјала из 2022. године „Моћ Доктора” у ком се Тенант вратио, овај пут као Четрнаести Доктор.

## Улоге

### Главне
- Дејвид Тенант као Десети Доктор
- Дејвид Мориси као Џексон Лејк (специјал 1)
- Мишел Рајан као леди Кристина де Суза (специјал 2)
- Линдси Данкан као Аделејд Брук (специјал 3)
- Џон Сим као Господар (специјали 4−5)
- Бернард Крибинс као Вилфред Мот (специјали 4−5)

### Епизодне
- Кетрин Тејт као Дона Нобл (специјали 4−5)

### Гостујуће
- Били Пајпер као Роуз Тајлер (специјал 5)
- Џон Бароумен као капетан Џек Харкнес (специјал 5)
- Фрима Еџимен као Марта Џоунс (специјал 5)
- Елизабет Слејден као Сара Џејн Смит (специјал 5)
- Мет Смит као Једанаести Доктор (специјал 5)

## Епизоде
„Крај времена” је била прва дводелна епизода са насловом и бројевима епизода од серијала Преживљавање у 26. сезони, последњег серијског емитовања током првобитног приказивања серије. То је једна од само две приче у оживљеној ери која је то урадила, а друга је „Спајфол” (2020).
| Бр. еп. (укупно) | Бр. еп. (у сезони) | Наслов                     | Редитељ       | Сценариста                      | Премијера          | Прод. код | Гледаност у Британији (милиони) |
| --- | ------------------ | -------------------------- | ------------- | ------------------------------- | ------------------ | --------- | ------------------------------- |
| 56 | 1                  | „Следећи Доктор”           | Анди Годард   | Расел Т. Дејвис                 | 25. децембар 2008. | 4.14      | 13,10                           |
| Десети Доктор слеће у викторијански Лондон и, чувши вапаје за помоћ, наилази на човека који себе назива „Доктор” и његову сапутницу Розиту Фариси, како покушавају да ухвате Киберсену у бекству. Доктор у почетку верује да је овај човек будућа инкарнација њега самог који пати од амнезије. Овај човек истражује серију нестанака у околини Лондона и Киберсене. Откривају обавештајне марке за складиштење података Киберљуди којих се човек сећа да је држао када је изгубио сећања. Доктор схвата да је овај човек заправо Џексон Лејк, нестали човек који је веровао да је Доктор јер је упио податке инфо-марки о Доктору. Киберљуди су, користећи дечју радну снагу, конструисали „Киберкраља” (огромног механичког Киберчовека), користећи своју људску савезницу госпођицу Хартиган као свог контролора. Доктор открива још један улаз у базу Киберљуди испод Џексонове куће. Доктор, Џексон и Розита успевају да спасу децу, укључујући и Џексоновог сина. Киберкраљ дивља Лондоном. Доктор користи инфо-марке да прекине Хартиганину везу са Киберкраљем. Емоционални повратни податак уништава и Киберљуде и Хартиганову. Користећи технологију из Џексоновог подрума, Доктор усисава Киберкраља који се обара у Временски вртлог. |                    |                            |               |                                 |                    |           |                                 |
| 57 | 2                  | „Планета мртвих”           | Џејмс Стронг  | Расел Т. Дејвис и Гарет Робертс | 11. април 2009.    | 4.15      | 9,75                            |
| Леди Кристина де Суза, лопов, краде древни златни путир и хвата аутобус са Доктором непосредно пре него што аутобус прође кроз црвоточину и заврши на пустињској планети Сан Хелиос. Доктор контактира UNIT да безбедно врати остале путнике на Земљу. Доктор и Кристина извиђају околину, док остали покушавају да поправе аутобус, а два ванземаљца Тритовора одводе их до уништеног свемирског брода. Доктор схвата да им се приближава рој ванземаљаца сличних ражама који се хране уништавајући екосистем. Открива се да су свемирски брод срушиле раже, које убијају Тритоворе. Доктор тада схвата да су црвоточину створиле раже да би се преселиле на следећу планету на којој ће се хранити − Земљу. Пошто им је рој за петама, Доктор користи технологију из свемирског брода и путира да омогући аутобусу да полети. Они лете назад кроз црвоточину баш када је затвори, али не пре него што прођу три раже, које брзо убије. Кристина је ухапшена, али јој Доктор дозвољава да побегне аутобусом. Кармен, видовита путница, каже Доктору „Он ће покуцати четири пута” пре његове смрти, што га узнемирује. |                    |                            |               |                                 |                    |           |                                 |
| 58 | 3                  | „Воде Марса”               | Грејем Харпер | Расел Т. Дејвис и Фил Форд      | 15. новембар 2009. | 4.16      | 10,32                           |
| Доктор стиже на Марс 2059. године у близини прве људске колоније на овој планети, „Боувијеве базе један”. Он улази у базу где га задржава капетанка Аделејд Брук. Док га посада испитује, он открива да ће данас база експлодирати и побити целу посаду. Покушава да се не меша, али га Аделејд приморава да асистира. Чини се да су два члана посаде у стању налик зомбијима и стварају велике количине воде. Пошто је преостала посада незаражена, Аделејд наређује посади да се евакуише на своју ракету назад ка Земљи док поставља базу на самоуништење. Доктор објашњава Аделејд шта зна и зашто не може да се укључи и одлучује да оде. Ед, пилот ракете, заражен је и жртвује се тако што изазива самоуништење ракете, насукавајући преосталу посаду. Доктор спасава Аделејд и двоје преживелих чланова посаде, Јурија и Мију. Он их враћа на Земљу. Доктор инсистира да има моћ да промени будућност људске расе и да нико не може да га заустави. Аделејд се враћа кући и извршава самоубиство, остављајући историју углавном непромењеном. Уд Сигма се појављује. Доктор пита да ли је време да умре, али Сигма нестаје. |                    |                            |               |                                 |                    |           |                                 |
| 59 | 4                  | „Крај времена − Први део”  | Еврос Лин     | Расел Т. Дејвис                 | 25. децембар 2009. | 4.17      | 12,04                           |
| На Уд-Сфери године 4226, Удови упозоравају Доктора да се Господар вратио, најављујући „крај времена”. На Земљи, култ жена васкрсава Господара, али Луси Саксон минира поступак, узрокујући да Господар буде враћен са невероватном снагом, али сталном глађу. Враћајући се на Земљу на Бадње вече, Доктор сусреће Вилфреда Мота. Доктор проналази Господара у пустоши изван Лондона и сазнаје да је овај патио од звука бубњева. Господара заробљавају наоружане чете и стављају га у притвор Џошуе Нејсмита. Нејсмит је пронашао покварену ванземаљску „Капију бесмртности” и жели да Господар поправи њен програм. Доктор се удружује са Вилфредом. Жена у белом упозорава Вилфреда да се наоружа пре поласка. У Нејсмитовој вили, Доктор и Вилфред упознају двојицу Винвочија прерушених у људе који тврде да је Капија безопасан здравствени уређај из њиховог матичног света. Господар активира Капију коју је репрограмирао да замени целокупну ДНК човечанства својом. Само су Вилфред и Дона непромењени, а Дона се сећа Доктора. На другом месту, Лорд председник Господара времена, Расилон, тврди да се њихов план може наставити и да ће се Господари времена вратити. |                    |                            |               |                                 |                    |           |                                 |
| 60 | 5                  | „Крај времена − Други део” | Еврос Лин     | Расел Т. Дејвис                 | 1. јануар 2010.    | 4.18      | 12,27                           |
| Доктор и Вилфред постају бегунци од бројних Господара и налазе уточиште у винвочијском свемирском броду. Лорд председник је усадио звук бубњева (који је откривен као „откуцај срца Господара времена”) у Господара као дете и лансира белокраку звезду на Земљу која ће се користити за стварање везе која ће омогућити Господарима времена да доведу Галифреј на Земљу, нехотице ослобађајући ужасе Временског рата заједно са њим. Лорд председник и ансамбл Господара времена појављују се у Нејсмитовој вили. Доктор и Винвочији доводе брод на земљу, а Доктор скаче са њега. Доктор размишља да ли да упуца Господара или Лорда председника који планира да уништи Временски вртлог и цео универзум како би Господари времена постали бића чисте свести. Доктор примећује исту жену у белом коју је видео и Вилфред, а која му тихо комуницира. Доктор пуца из пиштоља у белокраку звезду и разбија је. Док је Галифреј повучен, Расилон покушава да убије Доктора, али Господар интервенише, а човечанство се обнавља када се Галифреј врати. Доктор открива да је Вилфред сада заробљен у једној од контролних соба Капије коју ће преплавити зрачење. Доктор одлучује да се жртвује и сам упија зрачење, али зна да ће се његово тело ускоро регенерисати. Пошто је Вилфреда вратио кући, Доктор посећује бивше сапутнике и познанике. Унутар свог ТАРДИС-а, Доктор полеће, након чега се регенерише у Једанаестог Доктора. |                    |                            |               |                                 |                    |           |                                 |

### Додатне епизоде
„Музичка сфера” је снимљена за матуру Доктора Хуа 2008, а анимирани серијал Земља снова од шест епизода произведен је за -ов сервис Red Button.
| Бр. еп. | Наслов          | Редитељ    | Сценариста      | Премијера             |
| --- | --------------- | ---------- | --------------- | --------------------- |
| 1 | „Музичка сфера” | Еврос Лин  | Расел Т. Дејвис | 27. јул 2008.         |
| Почетак епизоде приказује Десетог Доктора који компонује Оду универзуму: симфонију засновану на „Музичкој сфери” — звучном представљању гравитационих образаца Универзума. Током композиције, један Граске се телепортовао у ТАРДИС да упозори Доктора о скором отварању портала који повезује ТАРДИС са Матуром Доктора Хуа у Ројал Алберт Холу. Доктор диригује оркестром у наступу пре него што схвати да је Граске побегао на матурско вече са његовим воденим пиштољем. Он присиљава Граскеов повратак тако што „обрће поларитет неутронског тока” и протерује га са ТАРДИС-а и на другу страну универзума. На крају епизоде говори гледаоцима да музичка сфера обухвата све.                           |                 |            |                 |                       |
| 2 | Земља снова     | Гери Расел | Фил Форд        | 21−26. новембар 2009. |
| У Деј Спрингсу у Невади 1958. Доктор посећује локални ресторан и упознаје дежурну конобарицу Кејси Рајс као и Кејсиног пријатеља Џимија Стокингвулфа који су из Неваде. Док је у Деј Спрингсу, Доктор почиње да се занима за ванземаљски објекат, што привлачи пажњу човека у црном. Доктора такође тражи ванземаљски ратник, немилосрдни лорд Азлок, ванземаљац Виперок, као и пуковник Старк који служи као командант Области 51, војне базе првенствено познате као Земља снова. Доктор уз помоћ Кејси, Џимија и Џимијевог деде Ноћног Орла планира задатак спашавања мужа и жене Ривеша Мантилакса и Сарубе Валек, двоје насуканих ванземаљаца, а да их америчке оружане снаге или лорд Азлок не ухвате. |                 |            |                 |                       |

## Избор глумаца

### Главна постава
Ови специјали обележили су последњи серијал епизода Дејвида Тенанта у улози Десетог Доктора и прво појављивање Мета Смита као новорегенерисаног Једанаестог Доктора. Такође су представљали низ једнократних сапутника почевши са специјалом „Следећи Доктор” са Дејвидом Морисијем као Џексоном Лејком, човеком који себе сматра Доктором и његовом „сапутницом” Розитом Фариси коју је играла Велил Чабалала. У специјалу „Планета мртвих” појавила се бивша глумица из серије Источњаци Мишел Рајан као млада провалница жељна узбуђења, леди Кристина де Соуза. У специјалу „Воде Марса” је глумила Линдси Данкан као Аделејд Брук, капетанка Боувијеве базе 1 на Марсу. У последњем дводелном специјалу „Крај времена” играо је Бернард Крибинс као Вилфред Мот, раније споредни лик, сада као пуноправни сапутник по први и последњи пут.

### Гостујући глумци
Други сапутници који се накратко појављују током „опроштајне турнеје” Десетог Доктора: Кетрин Тејт као Дона Нобл, Били Пајпер као Роуз Тајлер, Камил Кодури као Џеки Тајлер, Фрима Еџимен као Марта Џунс, Ноел Кларк као Мики Смит, Џон Бароумен као капетан Џек Харкнес, Елизабет Слејден као Сара Џејн Смит, и Џесика Хајнс као Верити Њумен, чија се бака Џоун Редферн заљубила у човека Џона Смита у током епизода „Људска природа” и „Породици крви”. Џон Сим понавља своју улогу Господара у „Крају времена”. Томас Најт поново игра улогу сина Саре Џејн Смит, Лука, а Расел Тови се враћа као Алонсо Фрејм, пошто се претходно појавио у „Путовању проклетих”.

## Продукција

### Развој
У својој књизи Пишчева прича, Расел Т. Дејвис открива да је направљен план да се 2009. емитују само специјали како би се новом продукцијској екипи на челу са новим главним сценаристом Стивеном Мофатом омогући довољно времена да се припреми за пун пети серијал 2010. године. Дејвид Тенант искористио је ову прилику да се појави у сценској продукцији Хамлета. Из практичних разлога, ови специјали су наставили да користе продукцијске кодове 4. серијала.
Расел Т. Дејвис је 20. маја 2008. најавио свој одлазак из серије на месту директора серије, главног сценаристе и извршног продуцента серије, а његова последња епизода је емитована 2010. године. Специјали нису само означили крај Дејвисове улоге директора серије него и Тенантовог мандата као Доктора. Дана 28. октобра 2008. на додели награда Националне телевизије током свог говора након што је освојио награду за најбољу драмску представу за своју улогу у четвртом серијалу, Тенант је најавио да ће се повући из улоге Доктора пре петог серијала и да ће специјали бити његови последњи.

### Писање
Дејвисова улога крајем 2008. била је подељена између писања специјала за 2009. и припрема за прелазак између његове и Мофатове продукцијске екипе. Једно поглавље Пишчеве приче: Завршно поглавље говори о плановима између њега, Гарднерове и Тенанта да најаве Тенантов одлазак уживо током доделе Националне телевизијске награде ИТВ-а у октобру 2008. године. Његов последњи пуни сценарио за серију је завршен у раним јутарњим сатима 4. марта 2009, а снимање епизоде је завршено 20. маја исте године. Расел Т. Дејвис је коаутор „Планете мртвих” са Гаретом Робертсом, што је прво сценаристичко партнерство у серији од њеног оживљавања 2005. године. Дејвис је такође написао следећу епизоду „Воде Марса” са Филом Фордом.
Пишући у својој редовној рубрици за 416. издање часописа Доктор Ху, Дејвис је открио да је изворни наслов за „Први део” „Краја времена” био „Последњи дани планете Земље”, док се „Други део” одувек називао „Крај времена”. Међутим, због обима приче, одлучено је да је за оба дела потребан исти наслов који се разликује по бројевима делова, први такав пример од серијала Преживљавање. Дејвисов сценарио за другу епизоду завршио се последњом реченицом Десетог Доктора „Не желим да идем” након чега следи акциони текст који описује регенерацију и завршава речима: „И ето га. Трепће. Ошамућен. Нови човек”. Затим је послао сценарио свом наследнику Стивену Мофату који је био одговоран за цео дијалог Једанаестог Доктора који је уследио. Мофат, као будући извршни продуцент, такође је помогао у продукцији завршне сцене.

### Музика
Мареј Голд је компоновао музику за ове епизоде уз дириговање Бена Фостера.

### Снимање
„Следећи Доктор” је снимљен у априлу 2008. у Глостерској катедрали, гробљу Сент Вулос у Њупорту и на улицама Глостера где је снимање ометало до 1.000 посматрача. Главно окружење Торчвуда, њихов центар Торчву такође је реновиран и коришћен као радионица за децу.
„Планета мртвих” је била прва епизода која је снимљена у високој резолуцији док су претходне епизоде снимане у стандардној резолуцији, а затим увећане за емитовање на BBC HD-у. Две главне локације снимања „Планете мртвих” биле су пустиња Дубаи која је коришћена за сцене на „Планети мртвих” и тунел Краљичина капија у Бутауну у Кардифу који се користио за већину сцена везаних за Земљу.
Снимање специјала „Вода Марса” почело је 23. фебруара 2009. године. Крајем фебруара, Дејвид Тенант, Данканова и други глумци су виђени на снимању на Викторија Плејсу у Њупорту. Снимање се одвијало на градској улици коју је продукцијска екипа затрпала вештачким снегом. Сцене стакленика су снимане у Националној ботаничкој башти Велса, Кармартншир. Прво снимање ван студија за епизоду „Крај времена” одржано је у суботу 21. марта 2009. у књижари у Кардифу. Џесика Хајнс је снимљена како потписује књигу под насловом Дневник немогућих ствари ауторке Верити Њумен.

## Емитовање
Специјале 2008–10. чине пет специјала који су повезивали четврти и пети серијал програма. Почели су 25. децембра 2008. специјалом „Следећи Доктор” са три емитована 2009. године, а завршили су 1. јануара 2010. другим делом специјала „Крај времена”.
Серијал Доктор Ху: Поверљиво се такође емитовао уз сваку епизоду специјала, настављајући праксу претходних серијала. „Следећи Доктор” је био први специјал који је пратила сопствена Поверљива епизода и сматран је делом четвртог серијала Поверљивог. Поред пратећих епизода за сваки специјал, изашле су три додатне Поверљиве епизоде поред специјалних епизода: једна за последњих пет божићних специјала, једна за матурско вече Доктор Ху 2008. и једна за откривање Мета Смита као Једанаестог Доктора.

## Пријем
Прелиминарне бројке показују да је „Следећи Доктор” имао гледаност од 11,71 милиона током свог првобитног емитовања са максимумом од 12,58 милиона гледалаца. Био је то други најгледанији програм Божића 2008. иза Воласа и Громита: Питања хлеба и смрти. Коначни подаци о гледаности показују публику од 13,1 милиона гледалаца. Епизода је имала цифру индекса уважавања од 86 (сматра се одличном), што је чини другим програмом којим се највише уживало на мејнстрим телевизији на Божић. Једини програм који је постигао већи резултат био је Питање хлеба и смрти који је добио 88 бодова.
Бројке преко ноћи процењују да је „Планету мртвих” погледало 8,41 милион људи. Првобитно приказивање имало је индекс уважавања 88 (сматра се одличним). Коначна бројка гледаности за почетно емитовање била је 9,54 милиона гледалаца на каналу BBC One, што га чини петим најгледанијим програмом недеље и најгледанијим програмом емитованим на BBC HD-у у то време. Укључујући репризе у наредној седмици и гледања на BBC iPlayer-у, 13,89 милиона гледалаца је укупно погледало епизоду. Епизода је добила просечне рецензије. Сајмон Бру са научнофантастичног блога Den of Geek рекао је да је епизода „наизменично амбициозна и предвидљива”, али „и даље прилично забавна”. Бру је позитивно оценио улогу Мишел Рајан – сматрајући да је у рангу са њеном улогом у Бионичној жени, а не са улогом Зои Слејтер у Источњацима. Завршио је своју рецензију рекавши да је „'Планета мртвих' била довољно подношљива”: сматрао је да му „никада није баш легла”. Чарли Џејн Андерс из io9 упоредила ју је са две претходне епизоде, „Немогућа планета” и „Поноћ”, у којима је уживала. Мислила је да је епизода „прилично солидна пустоловина са кул скупом чудовишта”.
Према подацима о гледаности током ноћи, „Воде Марса” је гледало 9,1 милион људи. Епизода је такође добила оцену индекса уважавања од 88. Тачнији, консолидовани статистички подаци BARB-а наводе да је званична гледаност на премијери у Великој Британији завршила на 10,32 милиона гледалаца и да су „Воде Марса” биле пети најгледанији програм те недеље. Први пут је емитована у недељу, као једина небожићна епизода оживљене серије која је емитована ван уобичајеног термина суботње вечери. Критички пријем је углавном био позитиван. Сем Воластон из The Guardian-а похвалио је епизоду због тога што је показала „Докторову страну... коју заиста раније нисмо видели – неодлучну, збуњену, понекад једноставно погрешну”, као и Тенантов мандат у целини који је донео „хуманост и хумор улози”. Иако је Роберт Колвил из The Daily Telegraph-а критиковао „еклатантне недоследности”, похвалио је сценарио који нам је „дозволио да гледамо како се Тенант бори са својом савешћу и радозналошћу... [у ономе што је] било логично напредовање лика”.
Оцене преко ноћи су поставиле први део „Краја времена” као трећи најгледанији програм Божићног дана и индекс уважавања од 87 који се сматра „одличним”. Коначна консолидована оцена поставила је први део као трећи најгледанији програм Божићног дана иза Породице Ројл и Источњака са коначном цифром од 11,57 милиона гледалаца. Ово је највећи временски помак који је серија добила од свог оживљавања (претходна највећа је била 11,4 милиона за „Следећег Доктора” за Божић 2008). Гледаност преко ноћи поставила је Други део као други најгледанији програм за Нову годину иза Источњака са провизорном цифром од 10,4 милиона гледалаца. Званична оцена BARB-а поставила је Други део на други најгледанији програм недеље иза Источњака са 11,79 милиона гледалаца. У осврту на први део приче, Питер Робинс из The Guardian-а признаје да када се прича заврши, гледалац ће памтити тише, емотивније делове с почетка епизоде. Робинс такође напомиње да изгледа да Крибинс игра исту улогу коју је Тејтова играла тако што је „постао трагични херој док је остао комично олакшање”. Ендру Пети из The Daily Telegraph-а коментарисао је Крибинсов наступ и навео да је он исекао фигуру попут Краља Лира и напомиње да је Господаров план био зао чак и по његовим стандардима. Марк Лосон из The Guardian-а је изјавио да је заплет Господара који замењује људску расу сопственим двојницима „дао Симу прилику да носи много различитих костима и одељењу за специјалне ефекте да покаже нешто од дигиталне генијалности која је помогла ренесанси серије”. Лосон је такође хвалио Тенанта што је унео „праву трагичну снагу” у улогу и поново је приказао у овој последњој причи. Лосон наводи да је „последња реченица коју је Дејвис дао Тенанту била изненадно жаљење 'Не желим да идем!' и вероватно је да су се негде унутра и глумац и писац осећали помало тако.”